# Hannes Coetzee
Hannes Coetzee [kuˈt͜sɪə] (* 1944) ist ein südafrikanischer Slide-Gitarrist aus der Karoo-Region in Südafrika.

## Leben
Über die Region hinaus bekannt wurde Coetzee aufgrund seiner speziellen Spieltechnik, die „Optel and Knyp“, bei der der Gitarrist mit einem Löffel, mit dem Mund gehalten, die Melodiestimme „greift“, während die Akkord- bzw. Bassstimme mit der Hand gegriffen wird. Diese Spielweise wurde zunächst in David Kramers Dokumentarfilm Karoo Kitaar Blues (2003) international vorgestellt, der in Auszügen bei YouTube eingestellt wurde. 2007 war er erstmals auf Tournee in den Vereinigten Staaten.